# Opération Yiftah
L'opération Yiftah est une opération militaire menée par le Palmah, une force paramilitaire juive d'élite, du 20 avril au 24 mai 1948 pendant la guerre civile qui fit rage pendant les 6 derniers mois du mandat britannique sur la Palestine.

## Contexte

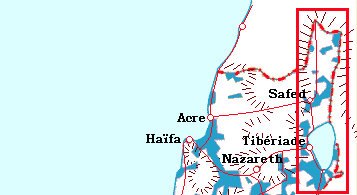
Théâtre des opérations

Le plan de partage de la Palestine voté le 29 novembre 1947 a découpé le pays en sept régions imbriquées les unes dans les autres. Au nord-est de la Galilée, entre le lac de Tibériade et Metula (zone appelée aussi « doigt de Galilée »), se trouve la région sous le contrôle du Yishouv (communauté juive) la plus éloignée et la plus isolée de centres de la plaine côtière.
La présence de la frontière libanaise au nord, de la frontière syrienne à l'est et la présence arabe dans le reste de la Galilée en font une cible probable de l'intervention des armées arabes. De plus, la région comprend une population arabe importante.
Dans le cadre du plan Daleth, le général Yigal Allon reçoit l'ordre de diriger l'opération Yiftah. Ses objectifs sont la prise de contrôle effective de toute la région ainsi sa consolidation en vue de l'entrée en guerre des pays arabes voisins prévue pour le 15 mai.
Yigal Allon dispose de 2 bataillons de la brigade Yiftah du Palmah en sous-effectif. Il fait face à la population de Safed et de plusieurs douzaines de villages arabes. La situation est rendue problématique par l'importante perméabilité des frontières et par la présence des soldats britanniques bien que ceux-ci ont commencé leur évacuation de la région.
Selon l'analyse d'Allon, la protection de la région rend indispensable de vider complètement la zone de toute présence arabe de manière à couvrir ses arrières. De plus l'exode de cette population encombrera les routes par lesquelles doivent pénétrer les forces ennemis, ralentissant ainsi leur entrée.

## Opérations

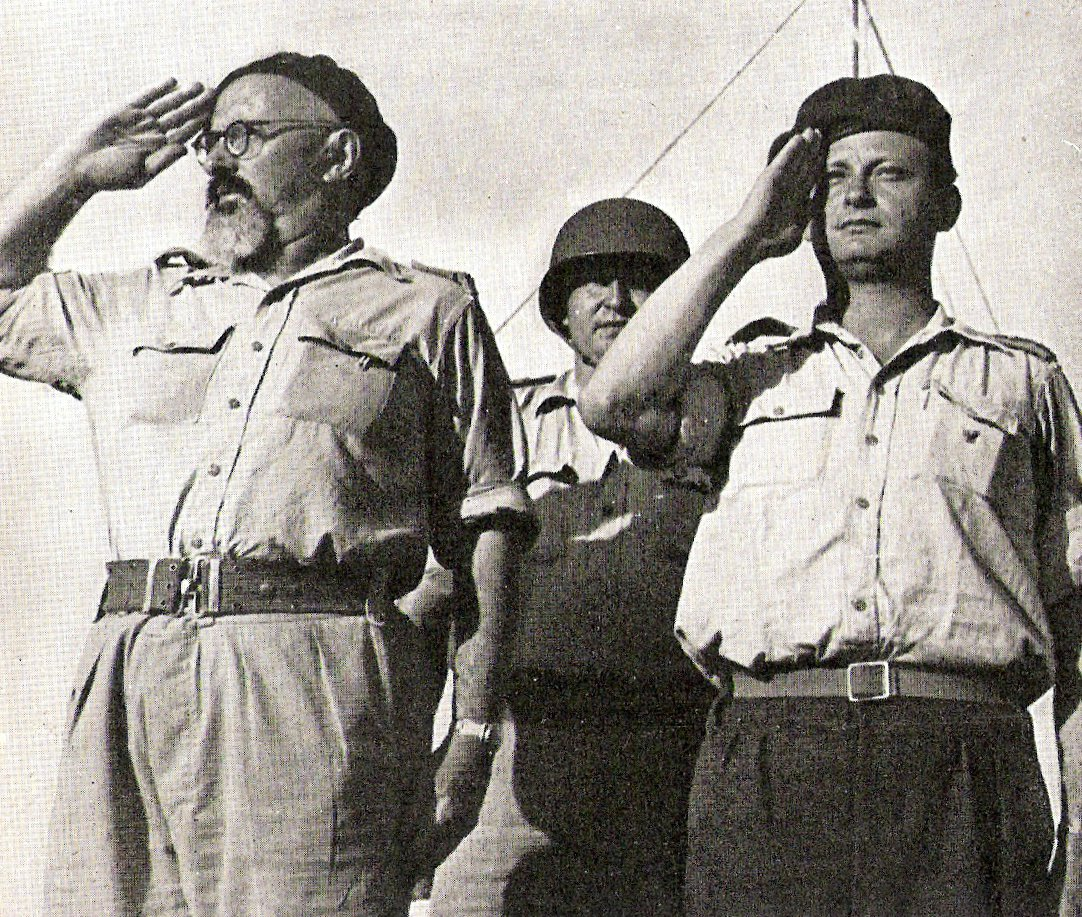
Yitzhak Sadeh (à gauche) et Yigal Allon (à droite) en 1948.

Le 20 avril, Yigal Allon lance une campagne mêlant propagande, attaques, contrôle des places-fortes abandonnées par les Britanniques et destructions des villages arabes conquis. Le 1er mai, des miliciens arabes basés en Syrie et au Liban lancent une contre-offensive contre des implantations juives mais sans succès. Le 11 mai, Safed tombe.
Le 15 mai les armées arabes entrent en guerre. Les forces syriennes tentant de pénétrer en Galilée par le nord du lac de Tibériade mais elles échouent dans leur offensive.
L'opération se termine le 24 mai par l'incendie des villages arabes de la vallée de Houla.
Fin juin, la zone allant de Tibériade à Metula en passant par Safed a été vidée de toute sa population arabe.